# Sara Codina Alsina
Sara Codina Alsina (Barcelona, 10 d'abril de 1979) és una activista pels drets de les persones autistes. Dirigeix l'escola de música Joan Llongueras.

## Biografia
Durant més de trenta anys se li van fer diagnòstics equivocats: trastorn d'ansietat, depressió, fòbia social, agorafòbia o trastorn per dèficit d'atenció amb hiperactivitat. Als 41 anys li van diagnosticar autisme. No considera l'autisme com una malaltia, sinó com una manera diferent de funcionar.
Dirigeix el blog Mujer y Autista, on parla de les seves experiències per tal de desfer els estigmes, trencar mites i ajudar altres persones autistes. Organitza conferències Autismo Invisible en Primera Persona.
Ha col·laborat amb la Fundació Josep Carreras contra la Leucèmia.
El 15 de febrer de 2023 va publicar el seu primer llibre, Neurodivina y punto.
Té dos fills bessons.

## Obres
- Codina, Sara (2023). Neurodivina i punt. 40 anys sent autista i no ho sé. Lunwerg Editores. ISBN 9788419466396.[6]